# Zračno pristanište Zabok
Aerodrom Zabok-Gubaševo nalazi se u Gubaševu, zapadnom dijelu Grada Zaboka, drugog najnaseljenijeg grada i gospodarsko prometnog središta Krapinsko-zagorske županije. Zračna luka, izgrađena 2011., ujedno je i prva i jedina zračna luka izgrađena u ovoj županiji. 
Aerodrom je namijenjen sportu, školovanju pilota, rekreativnom letenju i turizmu.

## Uzletno-sletna staza
Travnata uzletno-sletna staza duga je 799 m, s mogućnošću produljenja na 1.199 m, i široka 30 m.

## Korisnici aerodroma
Na Krapinsko-zagorskom aerodromu djeluje više aeroklubova, od kojih je domicilan Aeroklub Zabok čija je djelatnost sportsko rekreativno zrakoplovsto, a u čijoj organizaciji djeluje i pilotska škola za pilote mikrolakih zrakoplova. Ostali aeroklubovi, od kojih je najznačajniji Zagorski Aeroklub sa svojom pilotskom školom, se bave zrakoplovnim jedriličarstvom, balonstvom, te modelarstvom.
Dozvola je za aerodrom prve kategorije, I A, namijenjen slijetanju aviona mase do 2.730 kg (MTOM), s obzirom na to da teža kategorija (od 2.730 do 5.700 kg) službeno nije potvrđena. Aerodrom je jedini registriran kao uzletište balona, a osim ultralakih aviona i balonaša, mogu ga koristiti i (para)jedriličari i paraglajderi.

## Vanjske poveznice
- http://www.zagorje-aerodrom.hr/
- http://www.kzz.hr
- http://www.zabok.hr
- https://www.facebook.com/akzabok/
- https://hr-hr.facebook.com/zagorskiaeroklub/
- http://www.crocontrol.hr/UserDocsImages/AIS%20produkti/VFR_prirucnik/index.html